# IC 4050
IC 4050 ist ein Doppelstern im Sternbild Canes Venatici. Das Objekt wurde am 21. März 1903 von Max Wolf entdeckt und fälschlicherweise in den Index-Katalog aufgenommen.